# Famille Tyrel de Poix
La famille Tyrel de Poix olim de Poix dit Tyrel est une famille subsistante de la noblesse française, originaire du Berry.

## Origine
La filiation prouvée de cette famille qui portait autrefois uniquement le nom de Poix remonte à Adam de Poix (fils de Jean de Poix, écuyer, seigneur de Villemor, vivant en 1380), qui épousa Marie Savary de Lancosme par contrat du 2 avril 1409 n.st.; scellé par le garde du sceau à Montmorillon pour Jean, duc de Berry et comte de Poitou († 1416), frère de Charles V.
Certains généalogistes la rattachent à la maison Tyrel de Poix de Picardie, éteinte en 1612

## Possessions
Elle posséda les seigneuries de Villemort, de Forges, de Monchemain, de Marécreux, des Carts, de La Noue.

## Noblesse
La famille Tyrel de Poix fut maintenue noble en 1669 et 1671 sur filiation prouvée remontant à 1418 (noblesse d'ancienne extraction) avec Adam de Poix, seigneur de Villemor.

## Personnalités
- Adam de Poix (avt 1382 - avt 1425), à qui remonte la filiation prouvée, écuyer, seigneur de Villemor, sis près de la paroisse de Saint-Savin (Vienne), et de Forges, près de celle de Concremiers (Indre).
- Jean Ier de Poix (ca 1415-1487), fils du précédent, écuyer, seigneur de Villemor, de Forges, Contremer, Cousay, Relonnier et autres lieux. Échanson du roi Charles VII et maître d'hôtel de la reine Marie d'Anjou. Jean de Poix obtint des lettres patentes du roi Charles VII, données à Limoges le 4 mai 1442, portant permission de construire et de fortifier son château de Forges.
- Georges de Poix (ca 1445-1511), écuyer, seigneur de Valeray, en Bretagne, du chef de sa femme. Capitaine d'une compagnie d'hommes d'armes, qu'il commanda sous les ordres de Pierre de Rohan, maréchal de Gyé, et fut blessé à la bataille de Fornoue, le 6 juillet 1495.
- Jean de Poix (ca 1485- ), seigneur des Valeray. Il fut capitaine de cavalerie et gouverneur des ville et château de Vannes. Il se distingua à la bataille de Pavie où il fut blessé le 24 février 1525.
- Louis-François-Vincent de Poix (1724-1814), chevalier de Saint-Louis, dit « le Comte de Poix de Marécreux », qui comparut sous ce nom à l'assemblée de la noblesse à Châteauroux en 1789.
- Charles de Poix (1769-1845), dit « le comte de Poix de Marécreux », page de la reine Marie-Antoinette, colonel de cavalerie.
- Marie-Thérèse de Poix (1894-1970), résistante française.

## Armes
« De sable à 3 aiglettes d’or aux ailes étendues posées 2 en chef et une en pointe ».

## Sources et bibliographie
- Henri Jougla de Morenas, Grand Armorial de France, tome V, page 317.